# Rêve d’ordures
Pour plus de détails, voir Fiche technique et Distribution.
Rêve d’ordures (titre original : Garbage Dreams) est un film documentaire américain de Mai Iskander réalisé en 2009.

## Synopsis
Rêve d’ordures suit trois adolescents qui sont nés et ont passé leur enfance dans la plus grande décharge du monde, dans la banlieue du Caire. Là, vivent 60 000 Zaballeen (ou Zabbaleen), le mot arabe pour « peuple des ordures ». En avance sur les initiatives écologiques modernes, les Zaballeen survivent grâce au recyclage de 80 % des déchets collectés. Directement confronté à la globalisation de leur activité, chacun d’entre eux doit faire des choix qui influenceront son avenir et la survie de la communauté.

## Fiche technique
- Réalisation : Mai Iskander
- Production : Mai Iskander Kate Hirson
- Image : Mai Iskander
- Montage : Kate Hirson Jessica Reynolds
- Son : Dow McKeever Marsha Moore
- Musique : Raz Mesinai

## Récompenses
| Festival                                      | Nom du prix                    | Récompense obtenue                            | Personnalités primées                                                                                              |
| --------------------------------------------- | ------------------------------ | --------------------------------------------- | --- |
| Ashland Independent Film Festival 2010        | Ashland Independent Film Award | Prix du meilleur documentaire                 | Mai Iskander |
| Bermuda International Film Festival 2009      | Prix du documentaire           | Prix du meilleur documentaire                 | Mai Iskander |
| Dubai International Film Festival 2009        | Muhr Arab Special Jury Prize   | Prix du meilleur documentaire                 | Mai Iskander |
| International Documentary Association 2009    | Humanitas Award                | Prix du meilleur documentaire                 | Mai Iskander |
| Lone Star Film & Television Awards 2009       |                                | Prix du meilleur long métrage documentaire    | Mai Iskander |
| Nashville Film Festival 2009                  | Reel Current Award             | Prix du meilleur documentaire                 | Mai Iskander |
| Ojai Film Festival 2009                       | Festival Theme Award           | Prix du meilleur documentaire                 | Mai Iskander |
| Phoenix Film Festival 2009                    | Audience Award of World Cinema | Prix du meilleur documentaire                 | Mai Iskander |
| Copper Wing Award                             | Copper Wing - World Cinema     | Prix du meilleur réalisateur                  | Mai Iskander |
| Rhode Island International Film Festival 2009 | Meilleure cinématographie      | Deuxième Prix                                 | Mai Iskander |
| Sebastopol Documentary Film Festival 2010     | Prix du jury                   | Prix du meilleur long métrage documentaire    | Mai Iskander |
| Vail Film Festival 2009                       | Festival Award                 | Prix du meilleur documentaire                 | Mai Iskander |
| Woodstock Film Festival 2009                  |                                | Prix du meilleur monteur de film documentaire | Kate Hirson (coproducteur, monteur) Jessica Reynolds (co-monteur) Mai Iskander (scénariste/producteur/réalisateur) |

| Festival                               | Nom du prix            | Nomination                                                                | Personnalité nommée |
| -------------------------------------- | ---------------------- | ------------------------------------------------------------------------- | ------------------- |
| Directors Guild of America, USA 2010   | DGA Award              | Nomination au "Travail exceptionnel de réalisateur dans un documentaire » | Mai Iskander        |
| Dubai International Film Festival 2009 | Muhr Arab Special Jury | Nomination au Prix de documentaire                                        | Mai Iskander        |